# パパ・レンタル中
『パパ・レンタル中』（パパ・レンタルちゅう）は、1998年6月1日から7月17日に、TBS系列「花王 愛の劇場」枠にて放送された日本の昼のテレビドラマ。放送時間は月曜から金曜の13:00-13:30（JST）。全7週、35回。

## あらすじ
主婦のすみれは外で働くために、一流商社マンである夫・和樹の両親と東京郊外の二世帯住宅で同居を始めたばかり。しかし、和樹の母・正子は大ざっぱな性格ではっきりと物を言うすみれを快く思わずに、二人は事あるごとに対立している。そんなある日、和樹の出張が嘘だと発覚して、すみれは和樹から「好きな人がいる」と告白される。すみれは、幼馴染みで和樹の後輩でもある弁護士の紀一郎に相談する。

## キャスト
- 木村すみれ - 高橋ひとみ
- 木村和樹 - 橋爪淳
- 幸子（和樹の幼馴染み） - 水島かおり
- 紀一郎（すみれの幼馴染み） - 大場泰正
- 百合花（すみれの友人） - 望月知子
- 藤子（すみれの友人） - 池田有希子
- 木村光（すみれたちの長女） - 井出杏奈
- 木村歩（すみれたちの長男） - 山田海悠
- 和幸（幸子の長男） - 山内翼
- 木村慶子（すみれの義妹） - 吉野真弓
- 木村和重（和樹の父） - 荒井注
- 木村正子（和樹の母） - 加茂さくら
- 源造（すみれのアルバイト（探偵修行）先の上司で探偵事務所の所長） - 川辺久造
- テレビ局プロデューサー（テレビ法律相談で弁護士の紀一郎の事務所にいつも聞きに来る） - 堀勉

## スタッフ
- 原作 - 赤星たみこ『NEWキス・ミー!!』
  - 第1巻 ISBN 978-4049280876
  - 第2巻 ISBN 978-4049280890
- 脚本 - 鈴木貴子
- 演出 - 日名子雅彦

## 主題歌
- 「Loving」

作詞：大森祥子/作曲：井上大輔/編曲：西平彰/歌：杉山清貴